# Месхи, Сергей Семёнович
Сергей Семёнович Месхи (груз. სერგეი სიმონის ძე მესხი; 12(24) октября 1845 года, село Риони, ныне Цхалтубского района, Грузия — 21 июля (2 августа) 1883 года, Абастумани, ныне Адигенского района, Грузия) — грузинский литератор и общественный деятель.

## Биография
Вырос в многодетной семье Симона Месхи, работавшего писарем в Кутаисском суде, благодаря чему хорошо овладевшего русским языком, и Магданы Марджанишвили, довольно строгой, требовательной к детям и в то же время угодной Богу женщины, принадлежавшей к числу грузинских женщин, знавших «Витязя в тигровой шкуре» Шота Руставели наизусть. Имел братьев и сестёр : Георгия (1841 г. р., впоследствии — педагога, деда актрисы Верико Анджапаридзе), Ивана (1849—1931, врача, переводчика, журналиста), Анну (1851—1919, актрису, переводчика), Давида (1860—1943, переводчика, журналиста, драматурга), Эфемию (1862—1941, актрису), Мариам (мать актрисы Барбары Гамрекели и режиссера Нино Гамрекели),
младший брат — Котэ Месхи (1857—1914) — впоследствии стал известным грузинским актёром и режиссёром, всего детей было 18, пятеро из которых умерли в младенчестве.
Учился в Кутаисской гимназии (1856—1863), затем в Санкт-Петербургском университете, окончил естественный факультет (1867).
С 1867 года жил и работал в Грузии. В 1869—1881 годах редактировал основанную в 1866 году Георгием Церетели прогрессивную газету «Дроеба» («Время»). Более года, в период с 1873 по 1874, находился за границей для ознакомления с журналистикой и издательским делом.
По политическим взглядам был близок к русским революционным демократам. Играл большую роль в общественно-политической жизни Грузии, стал одним из лидеров сложившейся в 1860-е годы так называемой группы «Меоре-Даси», представители которой — Г. Церетели, Н. Николадзе — выступали за ускоренное социально-экономическое развитие Грузии путём создания национальной промышленности и развития торговли, чем отличались от членов созданной ранее, в 1861 году, организации «Пирвели-Даси» («Первая группа»), глава, И. Чавчавадзе, и представители которой, А. Церетели, Я. Гогебашвили, Важа-Пшавела, надежду на восстановление национальной государственности связывали с демократизацией русского общества и установлением равноправия в союзе русского и грузинского народов в единой Российской империи. Группа «Меоре-Даси» не отличалась идейной или организационной сплоченностью, её члены не пытались разработать какую-либо особую программу и, тем более, претворить её в жизнь. С кончиной Сергея Месхи летом 1883 года отношения между её лидерами — Нико Николадзе и Георгием Церетели — обострились настолько, что произошёл раскол, группа распалась и вскоре прекратила существование.
Месхи выступал как публицист, его работы касались теории и практики литературной критики, фольклора, драматургии и театра, чистоты литературного языка… Он переводил произведения Виктора Гюго, Альфонса Доде и других. Он внёс большой вклад в развитие грузинского литературного языка, журналистики и т. д.
Последние годы жизни боролся с тяжёлой болезнью. Умер в Абастумани в 1883 году. Похоронен в родной деревне Риони.
Имя Сергея Месхи носит улица в Тбилиси.